# Wisława Szymborska
Wisława Szymborska, punoga imena Maria Wisława Anna Szymborska (Bnjin, 2. srpnja 1923. – Krakow, 1. veljače 2012.), bila je poljska pjesnikinja, prevoditeljica i književna kritičarka, dobitnica Nobelove nagrade za književnost 1996. godine.
Godine 1931. seli u Krakow, u kojemu je živjela do kraja života. U ožujku 1945. objavljuje svoju prvu pjesmu "Szukam słowa" (Tražim riječ) u dnevnim novinama Dziennik Polski. Studirala je polonistiku i sociologiju od 1945. do 1948. godine. Nakon studija radila je u uredništvu lista Życie Literackie (Književni život).
Svoju prvu zbirku pjesama Zato živimo (Dlatego żyjemy) objavljuje 1952. godine, a potom slijede zbirke Pitanja sebi (Pytania zadawane sobie, 1954.), Dozivanje Jetija (Wołanie do Yeti, 1957.), Sol (Sól, 1962.), Stotinu radosti (Sto pociech, 1967.) i ine.

## Nagrade
- Nagrada za književnost Grada Krakowa, 1954.
- Siegmund-Kallenbachova nagrada, 1990.
- Goetheova nagrada, 1991.
- Herderova nagrada, 1995.
- Počasni doktor Sveučilišta Adam Mickiewicz u Poznańu, 1995.
- Nagrada poljskoga PEN-kluba, 1996.
- Nobelova nagrada za književnost, 1996.
- Diploma počasnoga člana Američke književne akademije, 2001.

## Djela
- Zato živimo (Dlatego żyjemy, 1952.)
- Pitanja koja sebi postavljamo (Pytania zadawane sobie, 1954.)
- Dozivanje Jetija (Wołanie do Yeti, 1957.)
- Stotinu radosti (Sto pociech, 1967.)
- Svaki slučaj (Wszelki wypadek, 1972.)
- Ljudi na mostu (Ludzie na moście, 1986.)
- Neobvezatno štivo (Lektury nadobowiązkowe, 1992.)
- Početak i kraj (Początek i koniec, 1993.)
- Vidik sa zrnom pijeska (Widok z ziarnkiem piasku, 1996.)
- Stotinu pjesama - stotinu radosti (Sto wierszy - sto pociech, 1997.)

## Vanjske poveznice
- Životopis na stranicama Nobelove nagrade